# Antõnio Carlos Gomes
Antõnio Carlos Gomes (Campinas, 1836. július 11. – Belém, 1896. szeptember 16.) brazil romantikus zeneszerző, aki elsősorban operái révén vált ismertté.

## Élete és munkássága
Gomes zenész család gyermekeként látta meg a napvilágot 1836-ban, egy Sao Paolótól északra fekvő kis faluban. Nagynénje operaénekes, bátyja operakarmester volt. Apja, Manuel Gomes, Brazíliában ma is ismert zeneszerző, mindkét fiának ő tanította meg a zenei alapismereteket. Antõnio később a Rio de Janeirói konzervatóriumban tanult tovább, ahol 1858-ban szerzett diplomát. Gomes tizenéves korától komponált rendszeresen, kisebb kompozícióit eleinte csak szűk családi körben mutatta be. Tizennyolc évesen lépett első ízben a nagyközönség elé, ekkor egy miséjét játszották. Ezután nem sokkal zongoristaként szerzett magának hírnevet, 1861-ben pedig bemutatták első operáját, A noite do castelót. Ezzel a művével alapozta meg országos hírnevét. Második operájának (Joana des Flandres) 1863-as bemutatója után II. Pedro császár felkarolta a tehetséges zenészt: kitüntette a Rózsák rendjének lovagja címmel és biztosított számára egy olaszországi ösztöndíjat.
Gomes 1864-ben érkezett meg az opera szülőföldjére. A milánói konzervatóriumban Aluro Rossi (1810–1885) növendéke lett, 1866-ig. Ezt követően megkomponálta harmadik operáját, Il guarany címmel. A milánói bemutató óriási sikert aratott, és az Il guarany hamarosan bejárta egész Olaszországot. A sikeren felbuzdulva a zeneszerző hazautazott, hogy új művét hazájában is színpadra vigye. Az 1870-ben lezajlott Rio de Janeiró-i bemutató is nagy sikert aratott. Ezután Gomes visszautazott Olaszországba, ahol további operabemutatókat tervezett. A Fosca, majd a Salvator Rosa című műveket megtapsolta az olasz közönség, de nem arattak átütő sikert, következő, Tudor Máriáról szóló operája pedig csaknem megbukott. Ekkor Gomes ismét hazautazott Brazíliába. 1889-ben már Rio de Janeiro számára komponálta O Escravo című színpadi művét, amit később olasz operaházakban is bemutattak. 1891-ben a milánói Scala rendelt tőle újabb operát. Az Il Condor a zeneszerző utolsó operája lett. Meleg fogadtatásban részesült, kedvező kritikát kapott, de végül csak tíz előadást ért meg, aztán levették a műsorról.
A következő évben, Amerika felfedezésének 400. évfordulója alkalmából, oratóriumot komponált Kolumbusz Kristófról, amivel tomboló sikert aratott Rio de Janeiróban. Gomes egész életében az uralkodó pártfogoltja volt, ezért a monarchia megdöntését követő évek nehéz időszakot jelentettek számára. 1863-tól rendszeres jövedelemre tett szert II. Pedro jóvoltából, aki havonta azonos összeget folyósított neki ösztöndíjként, de ezt a királyság felszámolása után megvonták tőle. Ekkor nehéz anyagi helyzetbe került, végül a Riótól távol eső, Észak-Brazíliában található Belém konzervatóriumának igazgatójává nevezték ki. Ezzel teljesen elszigetelték, eltávolították a kulturális élet központjától. 1896 szeptemberében elhagyatottan halt meg.
Az Il guarani című operája gyakorlatilag a brazilok nemzeti operája. Ő volt az első brazil zeneszerző, aki világhírnévre tudott szert tenni. Olaszországi tartózkodása idején nagy hatást gyakorolt rá Verdi művészete, az ő követőjeként, a romantikus opera egyik legeklatánsabb képviselőjeként tartják számon a zenetörténészek. Zenéjére jellemző az ünnepélyes, érzelmes hangvétel, a gazdag dallamvilág és különböző tánc elemek felhasználása, keveredése a brazil folklór stíluselemeivel. Operái jól énekelhetőek, nagy kórus tablókkal és az egyes hangfajok adottságait maximálisan kihasználó énekszólamokkal. Gomes ma leginkább főművéről, az Il Guaranyról ismert. Az opera szenzációs sikert aratott az ősbemutatón. A zene a zárt számokból álló opera elvét és a fiatal Verdi stílusát követi, a záró felvonás balettzenéje francia mintára készült.

## Operáinak listája
| Cím                | Műfaji megjelölése | A felvonások száma | A librettó szerzője                                                        | Az ősbemutató dátuma                   | Az ősbemutató helye                          |
| ------------------ | ------------------ | ------------------ | -------------------------------------------------------------------------- | -------------------------------------- | -------------------------------------------- |
| A Noite do Castelo | opera seria        | három              | José Fernandes dos Reis, António Feliciano de Castilho regénye nyomán      | 1861. szeptember 4.                    | Rio de Janeiro, Theatro Lyrico Fluminense    |
| Joana de Flandres  |                    | négy               | Salvador de Mendonça                                                       | 1863. szeptember 15.                   | Rio de Janeiro, Theatro Lírico Fluminense    |
| Il Guarany         | opera-ballo        | négy               | Antonio Scalvini, after José de Alencar regénye nyomán                     | 1870. március 19.                      | Milánó, Teatro alla Scala                    |
| Fosca              | melodramma         | négy               | Antonio Ghislanzoni, Luis Capranica Le Feste delle Marie című regénye után | 1873. február 16., átdolgozva 1878-ban | Milanó, Teatro alla Scala (második verzió)   |
| Salvator Rosa      | dramma lirico      | négy               | Antonio Ghislanzoni, Eugène de Mirecourt Masaniello című regénye után      | 1874. március 21.                      | Genova, Teatro Carlo Felice                  |
| Maria Tudor        | dramma lirico      | négy               | Arrigo Boito és Emilio Praga, Victor Hugo drámája után                     | 1879. március 29.                      | Milánó, Teatro alla Scala                    |
| Lo schiavo         | dramma lirico      | négy               | Rodolfo Paravicini, Alfredo d'Escragnolle Taunay ötlete nyomán             | 1889. szeptember 27.                   | Rio de Janeiro, Theatro Imperial D. Pedro II |
| Condor             | azione lirica      | három              | Mário Canti                                                                | 1891. február 21.                      | Milánó, Teatro alla Scala                    |